# L'Île-d'Olonne
L'Île-d'Olonne è un comune francese di 2 718 abitanti situato nel dipartimento della Vandea nella regione dei Paesi della Loira.

## Società

### Evoluzione demografica
Abitanti censiti